# 大本洋
大本 洋（おおもと ひろし、1941年11月7日 - ）は、米国・日本の地球科学者。専門は地球化学・鉱床学。

## 経歴
1964年に北海道大学理学部地質鉱物古生物学科を卒業。1967年米国プリンストン大学大学院修士課程修了、1969年同博士課程を修了し、PhD（地質学）の学位取得。同年カナダ国アルバータ大学の講師（地球化学）となる。1971年から米国ペンシルヴァニア州立大学助手、1974年同助教授、1978年同教授（地球化学）。この後、以下の職務を併任する。1987 - 1998年東北大学理学部教授、1993 - 1995年東京大学理学系大学院広域理学流動講座教授、1996 - 2009年ペンシルヴァニア州立大学資源環境研究センター所長、1998年 - 2009年同宇宙生物研究センター所長。

## 研究業績
大本の研究は多岐にわたるが、プリンストン大学の博士課程、及びその後一時所属したアルバータ大学時代に発想を得た硫黄・炭素の安定同位体分別に関する研究がその出発点である。すなわち熱水溶液中では、その酸化還元状態と温度により、硫黄・炭素は様々な溶存種となるが、それらの間に大きな同位体分別が起こることを数値的に解析し、鉱床に沈殿した硫化物や硫酸塩及び炭酸塩の、硫黄同位体・炭素同位体組成を測定することにより、鉱床生成過程における酸化還元状態が定量的に解析できること示した。この研究により世界の鉱床研究者が、当時一般的になりつつあった流体包有物の温度情報と組み合わせ、鉱床の生成過程の定量的な解析にようやく大きな一歩を踏み出せるようになったと言っても過言ではない。その後、彼の研究は水素・酸素などの安定同位体にも発展し、これら軽元素の同位体組成が地球上の種々の環境とプロセス（マグマ活動・岩石－熱水反応・生物活動など）において、どのように変動するのかを定量的に解明する論文が数多く発表された。続いて、これらの研究に基づく同位体地球化学および熱水地球化学の方法論を用いて、様々な地質環境や時代に生成し、異なった金属種が濃集する金属鉱床タイプについて、各種元素の濃集のプロセスについて多くの論文を発表した。さらにその後は、初期地球の表層環境に決定的な影響をもつ表層の酸化還元状態についての重要な知見を数多く発表している。すなわち、世界各地の35－18億年前の地球表層で生成された各種岩石の地球化学的性質を精査し、初期地球の大気組成（特にCO2とO2分圧）や海洋組成（特にpH、硫酸塩濃度、炭酸塩濃度）、地表温度、生物（特に酸素発生型光合成生物・硫酸還元バクテリア）の活動度、などについての定量的な見積もりを発表している。

## 受賞歴
- 1970年　リンドグレン賞　The Society of Economic Geologists
- 1973年　クラークメダル　The Geochemical Society
- 1981年　特別研究功労賞　The Pennsylvania State University
- 1994年　シルバーメダル　The Society of Economic Geologists
- 2001年　ウィルソン賞　The Pennsylvania State University
- 2009年　加藤武夫賞　資源地質学会

## 主な編著書
- Ohmoto, H. and Horikoshi, E., eds. (1978) Special Issue devoted to the Japan-U.S. Kuroko Research Project. Mining Geology, 28, no. 15, 215-300.
- Ohmoto, H. and Skinner, B. J., eds. (1983) The Kuroko and Related Volcanogenic Massive Sulfide Deposits. Economic Geology Monograph 5, 604p.
- Ohmoto, H. and Kesler, S. E., eds. (2006) Evolution of Early Earth’s Atmosphere, Hydrosphere, and Biosphere – Constraints from Ore Deposits. The Geological Society of America Memoir 198, 337p.